# Obojetná množina

Graf s několika obojetnými množinami. Každá ze tří částí (které jsou souvislými komponentami) je obojetná množina, stejně jako sjednocení jakýchkoli dvou všech tří komponent.

Obojetná množina (anglicky clopen set) je v topologických prostorech taková množina, které je současně otevřená i uzavřená. Existence takových množin se může zdát v rozporu s intuicí, protože v běžném použití jazyka je otevřený opakem uzavřeného, ale matematické definice těchto dvou pojmů se vzájemně nevylučují: množina je uzavřená, pokud její doplněk je otevřený, což ponechává možnost, že doplněk otevřené množiny je také otevřený, takže obě množiny jsou současně otevřené i uzavřené, a proto jsou obojetné.

## Příklady
V jakémkoli topologickém prostoru X jsou jak prázdná množina tak celý prostor X obojetnými množinami.
Pokud uvažujeme prostor X, který sestává ze sjednocení dvou otevřených intervalů (0,1) a (2,3) množiny R s topologie zděděnou od R, tj. s běžnou topologií na reálné ose R. V X je množina (0,1) obojetná, stejně jako množina (2,3). Toto je docela typický příklad: když je možné prostor rozložit na konečný počet disjunktních souvislých komponent, pak všechny komponenty budou obojetné.
Nechť je nyní X nekonečná množina s diskrétní metrikou, což znamená že dva body p, q z X mají vzdálenost 1, pokud nejsou stejným bodem a 0 jinak. V takovém metrickém prostoru je jakákoli jednoprvková množina otevřená; proto jakákoli množina, která je sjednocením jednotlivých bodů, je otevřená. Protože doplněk jakékoli množiny je uzavřený, všechny množiny v takovém metrickém prostoru jsou obojetné.
Jako méně triviální příklad uvažujme prostor Q všech racionálních čísel s obvyklou topologií a množinu A všech kladných racionálních čísel, jejichž druhá mocnina je větší než 2. S použitím faktu, že {\displaystyle {\sqrt {2}}} nepatří do Q, můžeme docela snadno ukázat, že A je obojetnou podmnožinou Q. (A není obojetnou podmnožinou reálné osy R, protože v R není ani otevřená ani uzavřená.)

## Vlastnosti
- Topologický prostor X je souvislý právě tehdy, když jeho jediné obojetné množiny jsou prázdná množina a celé X.
- Množina je obojetná právě tehdy, když její hranice je prázdná.[3]
- Jakákoli obojetná množina je sjednocením (případně nekonečně mnoho) souvislých komponent.
- Pokud všechny souvislé komponenty X jsou otevřené (například pokud X má pouze konečně mnoho komponent nebo pokud X je lokálně souvislá), pak množina je obojetná v X právě tehdy, když je sjednocením souvislých komponent.
- Topologický prostor X je diskrétní právě tehdy, když všechny jeho podmnožiny jsou obojetné.
- Při použití operací sjednocení a průniku tvoří obojetné podmnožiny daného topologického prostoru X Booleovu algebru. Každou Booleovu algebru lze získat podobně z vhodného topologického prostoru: viz Stoneova věta o reprezentaci Booleových algeber.